# Évelyne Sullerot
Évelyne Sullerot, née Évelyne Hammel le 10 octobre 1924 à Montrouge (Seine) et morte le 31 mars 2017 à Paris, est une sociologue et militante féministe française, auteur de nombreux ouvrages sur la cause des femmes et la famille, et cofondatrice de l'ancêtre du mouvement français pour le planning familial.

## Biographie

### Enfance et formation
Issue d'une famille protestante, Évelyne Hammel naît à Montrouge le 10 octobre 1924. Elle est la fille du pasteur André Hammel et de Georgette Roustain.
Au début de l'Occupation, alors lycéenne à Nîmes, elle se fait arrêter par la police de Vichy pour « propagande antinationale et propos hostiles au chef de l'État ». Libérée et revenue en zone occupée[réf. souhaitée], elle entre ensuite dans la résistance à l'OCMJ (Organisation civile et militaire des jeunes), travaille dans le Réseau Charles Verny et soutient un maquis en Sologne.
« Défendre la France, libérer la France, faire partir les Allemands, nos ennemis, qui étaient partout et occupaient notre pays et avaient détruit la ville d'enfance, Compiègne. Rétablir la République. Objectifs chrétiens aussi, car toute ma famille était très pratiquante et "anti-papiste", donc hostile à la collusion Vichy-catholicisme. Faire une révolution sociale aussi, par esprit de justice. Mais surtout libérer notre pays. » (Témoignage, 2 février 1999).
Au décès de sa mère d'une crise d'asthme, elle doit élever ses frères et sœurs, après 1943.

### Enseignante
Évelyne Sullerot fait ses débuts comme enseignante (1947-1949).

### Planning familial
En 1956, elle écrit à Marie-Andrée Lagroua Weill-Hallé après avoir lu le récit de celle-ci à l'Académie des sciences morales et politiques dans Le Monde, dans le but de fonder une association de sensibilisation à la contraception. Elles fondent l'association La Maternité heureuse en déposant les statuts le 8 mars de la même année à la suite de l'affaire Bac, et Évelyne Sullerot en devient la secrétaire générale (1955-1958). Cette association devient en 1960 le Mouvement français pour le planning familial. Mère au foyer, elle élève alors quatre enfants.

### Sociologie
Elle reprend ensuite des études en sociologie. Elle fait partie des pionnières de l'étude des discours destinés aux femmes dans la presse féminine. En 1963, elle publie ainsi La Presse féminine.
Elle réalise une thèse de doctorat à l'Institut français de presse (1965) sous la direction de Jacques Godechot. Elle est ensuite chercheuse au Centre d’études des communications de masse de l’École pratique des hautes études (1960-1963), chargée de cours à la faculté des lettres de Paris X Nanterre (1967), professeure à l’Université libre de Bruxelles (1966-1968), experte auprès de la Communauté économique européenne (1969-1992) et du Bureau international du travail (1970).
Évelyne Sullerot est la fondatrice et présidente des centres Retravailler (1974) pour faciliter le retour à l'emploi des mères de famille et à l'origine de la première méthode d'orientation professionnelle pour adultes.
De 1974 à 1984, elle est membre du Conseil économique et social, et membre de la commission nationale consultative des droits de l’Homme (1986-1999). En 1999, elle est élue membre correspondant de l’Académie des sciences morales et politiques, section « Morale et sociologie ».En 2000, elle est promue commandeur dans l'ordre de la Légion d'honneur, puis grande officière en 2010. Elle est ancienne membre de la Commission française de l’Unesco.

### Bande dessinée
Au début des années 1960, avec Francis Lacassin, Alain Resnais et bien d'autres, elle fait partie des membres du Club des bandes dessinées, groupe historique fondateur de la bédéphilie en France, dont elle est vice-présidente. Elle publie un essai à ce sujet et donne un cours sur la bande dessinée à l’Institut français de presse (1963-1968),

### Combats

#### Pour la cause des femmes
En 1956, Évelyne Sullerot co-fonde l'association « Maternité heureuse », qui deviendra en 1960 le mouvement français pour le planning familial.
Elle écrit par la suite de nombreux ouvrages féministes à succès, notamment Demain les femmes (1965), un best-seller, où elle développe le caractère historique de la condition féminine, qui n'a rien de naturel. En 1965, Évelyne Sullerot, en compagnie de Madeleine Guilbert, Marguerite Thibert, Gisèle Halimi, Colette Audry, Andrée Michel, participa au Mouvement démocratique féminin, sorte d’union de la gauche avant la lettre qui soutint la candidature de François Mitterrand à l'élection présidentielle de 1965 et voulait unir socialisme et féminisme. En 1967, elle donne à l'université Paris X Nanterre un cours sur les études consacrées aux femmes : de la génétique à la place des femmes dans la vie politique, en passant par la sociologie et le travail des femmes.
Elle se spécialise sur la question du travail des femmes. En 1968, par son rapport sur « L'emploi des femmes et ses problèmes dans la CEE », elle est à l'origine de la « directive européenne sur l'égalité de traitement entre hommes et femmes ». La même année, elle commence à proposer ses articles féministes à Marie Claire. En 1984, la CEE lui demande un rapport sur la diversification des choix professionnels des jeunes filles et des femmes dans lequel elle formule 80 « recommandations » dont 78 seront adoptées par le Conseil de l'Union européenne. En 2000, elle est élue présidente, puis présidente d'honneur de l'association « Population et Avenir », vice-présidente des « Associations familiales protestantes », vice-présidente de la « Fédération nationale des associations de prévention de la toxicomanie ».
Ses positions évoluent dans les années 1980. Elle prend position contre l'homoparentalité et le PACS. Dans son ouvrage intitulé Pilule, sexe et ADN, trois révolutions qui ont bouleversé la famille, Évelyne Sullerot écrit notamment au sujet de la révolution sexuelle de 68 : « La révolution sexuelle, au lieu de renforcer le couple, l’a fragilisé : le culte du plaisir immédiat l’a emporté sur le désir d’avenir et d’accomplissement par les enfants et [le planning familial a] dérapé vers la guerre des sexes, entraînant la négation du couple et l’élimination des pères. » Parlant de l'avortement : « J’étais contre le fait d’en faire un droit. […] Or aujourd'hui l’avortement est devenu une “contraception-bis”, et même “un droit à détruire”. »
Réticente au don d'ovocytes pour les femmes stériles, elle s'oppose à la GPA : l'idée « qu’on s’achète un incubateur » la « révulse », dit-elle.

#### Pour la cause des pères et des enfants
En 1992, Évelyne Sullerot publie un ouvrage sur la condition des pères divorcés : Quels pères, quels fils ?. Elle entre dans le comité d'honneur de l'association SOS Papa, dont elle devient la marraine en 2005.

### Vie privée
Mariée à François Sullerot (en 1946) elle est mère de deux enfants et élève aussi les deux enfants de son mari. Elle meurt le 31 mars 2017 des suites d'un cancer, à l'âge de 92 ans, quelques jours avant la publication de son dernier livre retraçant ses actions, L'insoumise : femmes, famille : les combats d'une vie où elle répond à Bernard Morlino, qui est venu l'interviewer pendant un an.

## Distinctions
- Grand officier de la Légion d'honneur (janvier 2010)
- Grand officier de l'ordre national du Mérite[Quand ?]
- Prix Kastner-Boursault (1975)
- Prix de Jouy (1985)

## Ouvrages
- La presse féminine, Armand Colin, 1964.
- Histoire de la presse féminine, CNRS Armand Colin, 1964.
- Demain les femmes, Robert Laffont, 1965, traduit en 11 langues.
- La vie des femmes, Gonthier-Denoël, 1965, traduit en 5 langues.
- Bande dessinée et culture, Opera Mundi, 1966.
- Histoire et sociologie du travail féminin, Gonthier-Denoël, 1968, traduit en 10 langues.
- La femme dans le monde moderne, Hachette, 1970, traduit en 8 langues.
- Les françaises au travail, Hachette, 1973.
- Histoire et mythologie de l'amour : huit siècles d'écrits féminins, Hachette, 1974, couronné par le Prix Kastner-Boursault de l'Académie française en 1975.
- Le fait féminin, ouvrage collectif sous la direction de Évelyne Sullerot, avec la collaboration d'Odette Thibault, préface A. Lwoff, prix Nobel, Fayard 1978, traduit en 9 langues.
- La démographie en France : bilan et perspectives, La Documentation française, 1978
- L'aman, roman, Fayard, 1981.
- Pour le meilleur et sans le pire, Fayard, 1984, couronné par l'Académie des sciences morales et politiques et par le prix de Jouy de l’Académie française en 1985.
- L'Âge de travailler, Fayard, 1986, traduit en 3 langues.
- L'enveloppe, roman, Fayard, 1987.
- Quels pères ? Quels fils ?, Fayard, 1992 et le Livre de Poche 1994.
- Alias, roman, Fayard, 1996 et le Livre de Poche, 1999.
- Le grand remue-ménage : crise de la famille, Fayard, 1997. Voir commentaire.
- La crise de la famille, Pluriel, Hachette-Littératures 2000.
- Diderot dans l'autobus ou Comment se laisser aller à des pensées incorrectes sur les mœurs actuelles et l'avenir de l'espèce humaine, Fayard, 2001. Voir article du Monde.
- Silence Fayard, 2004 (ISBN 2213619379)
- Pilule, sexe, ADN : trois révolutions qui ont bouleversé la famille, Fayard, 2006.
- Nous avions 15 ans en 1940, Fayard, 2010.
- Lettre d'une enfant de la guerre aux enfants de la crise, Paris, Fayard, 2014, 250 p. (ISBN 978-2-213-68146-7)
- L'insoumise : femmes, familles : les combats d'une vie, Évelyne Sullerot et Bernard Morlino, L'Archipel 2017.